# Österreichische Badminton-Bundesliga 2021/22
Die Österreichische Badminton-Bundesliga der Saison 2021/22 bestand aus einer Vorrunde im Modus Jeder-gegen-jeden und anschließenden Halbfinal- und Finalspielen. Meister wurde BSC 70 Linz.

## Vorrunde
| Platz | Team                              | Spiele | G | U | V  | Punkte | Spielpunkte | Sätze  | Bälle     |
| ----- | --------------------------------- | ------ | - | - | -- | ------ | ----------- | ------ | --------- |
| 1     | ASV Pressbaum                     | 10     | 8 | 0 | 2  | 30     | 56-24       | 122-61 | 3448-2809 |
| 2     | BSC 70 Linz                       | 10     | 7 | 1 | 2  | 27     | 51-29       | 114-71 | 3394-2968 |
| 3     | ASKÖ Traun                        | 10     | 6 | 0 | 4  | 22     | 45-35       | 98-81  | 3055-3009 |
| 4     | J. Stettner Badminton Mödling     | 10     | 5 | 0 | 5  | 20     | 40-40       | 93-91  | 3281-3145 |
| 5     | Union Badminton Sportclub Wolfurt | 10     | 3 | 1 | 6  | 19     | 41-39       | 94-91  | 3228-3225 |
| 6     | Badminton Club Montfort Feldkirch | 10     | 0 | 0 | 10 | 2      | 7-73        | 23-149 | 2282-3532 |

## Halbfinale
- ASV Pressbaum – ASKÖ Traun: 5:0
- BSC 70 Linz – J. Stettner Badminton Mödling: 5:3

## Finale
- BSC 70 Linz – ASV Pressbaum: 5:3, 5:4